# Isidore-Marie-Joseph Dumortier
Isidore-Marie-Joseph Dumortier (Halluin, 6 aprile 1869 – Saigon, 16 febbraio 1940) è stato un vescovo cattolico e missionario francese.

## Biografia
Dopo aver frequentato la Pontificia Università Gregoriana di Roma e aver conseguito il dottorato in teologia e in filosofia, fu ordinato sacerdote il 27 maggio 1893.
Nel 1897 entrò nel seminario delle missioni estere di Parigi e il 28 novembre dell'anno successivo fu inviato in Vietnam, dove studiò la lingua vietnamita a Saigon e fu poi vicario e, dal 1912, parroco a Caïmon.

### Ministero episcopale
Il 17 marzo 1921 papa Pio XI lo nominò vicario apostolico di Saigon (divenuta in seguito arcidiocesi di Hô Chí Minh) e vescovo titolare di Lipara.
Il 15 marzo 1926 ricevette la consacrazione episcopale dalle mani dell'arcivescovo Constantino Ajutti, co-consacranti il vescovo titolare di Utina Damien Grangeon e il vescovo titolare di Panemotico Jean-Claude Bouchut.
Si occupò principalmente della formazione dei religiosi e delle religiose, in particolare della congregazione degli Amanti della Croce, fondata appositamente per le vocazioni locali.
Morì il 16 febbraio 1940 e fu sepolto nella cattedrale di Saigon.

## Genealogia episcopale
La genealogia episcopale è:
- Cardinale Scipione Rebiba
- Cardinale Giulio Antonio Santori
- Cardinale Girolamo Bernerio, O.P.
- Arcivescovo Galeazzo Sanvitale
- Cardinale Ludovico Ludovisi
- Cardinale Luigi Caetani
- Cardinale Ulderico Carpegna
- Cardinale Paluzzo Paluzzi Altieri degli Albertoni
- Papa Benedetto XIII
- Papa Benedetto XIV
- Papa Clemente XIII
- Cardinale Marcantonio Colonna
- Cardinale Giacinto Sigismondo Gerdil, B.
- Cardinale Giulio Maria della Somaglia
- Cardinale Carlo Odescalchi, S.I.
- Cardinale Costantino Patrizi Naro
- Cardinale Lucido Maria Parocchi
- Papa Pio X
- Papa Benedetto XV
- Cardinale Willem Marinus van Rossum, C.SS.R.
- Arcivescovo Constantino Ajutti
- Vescovo Isidore-Marie-Joseph Dumortier